# Calamus (Wisconsin)
Calamus es un pueblo ubicado en el condado de Dodge en el estado estadounidense de Wisconsin. En el Censo de 2010 tenía una población de 1.048 habitantes y una densidad poblacional de 11,07 personas por km².

## Geografía
Calamus se encuentra ubicado en las coordenadas 43°24′52″N 88°56′45″O / 43.41444, -88.94583. Según la Oficina del Censo de los Estados Unidos, Calamus tiene una superficie total de 94.69 km², de la cual 93.37 km² corresponden a tierra firme y (1.39%) 1.32 km² es agua.

## Demografía
Según el censo de 2010, había 1.048 personas residiendo en Calamus. La densidad de población era de 11,07 hab./km². De los 1.048 habitantes, Calamus estaba compuesto por el 95.04% blancos, el 0% eran afroamericanos, el 0.57% eran amerindios, el 0.76% eran asiáticos, el 0% eran isleños del Pacífico, el 1.53% eran de otras razas y el 2.1% pertenecían a dos o más razas. Del total de la población el 10.02% eran hispanos o latinos de cualquier raza.